# Goudriaankanaal

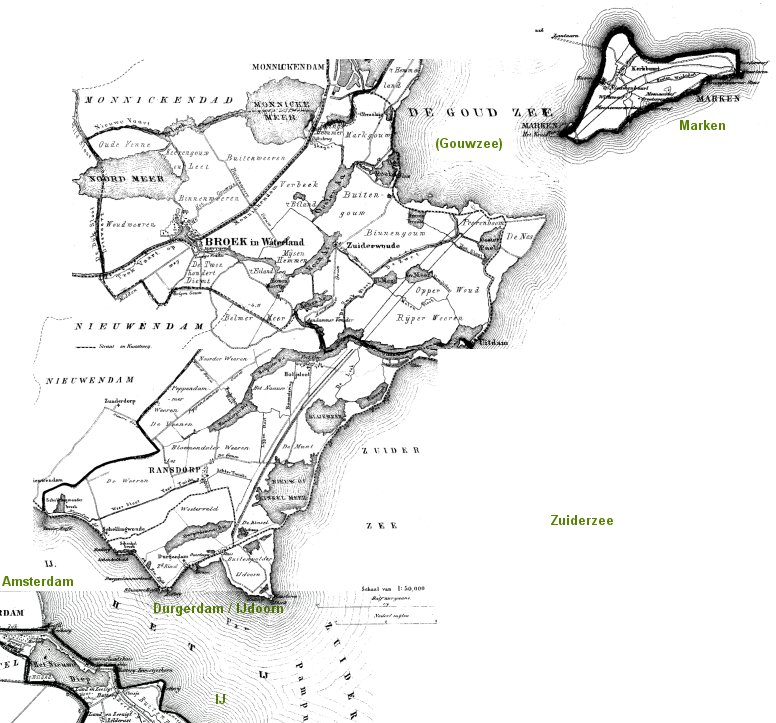
Waterland-Oost, mit dem Goudriaankanaal

Der Goudriaankanaal sollte eine Verbindung zwischen Amsterdam und der Zuidersee bilden, und von Marken nach
Ijdoorn (Durgerdam) führen. 1826 wurde mit den Bauarbeiten begonnen und 1828 wieder eingestellt. Auf Luftaufnahmen ist heute noch die Kanaltrasse zu erkennen.

## Geschichte
Amsterdam kämpfte schon lange mit dem Versanden des IJs, der einzigen Verbindung zur Zuidersee, und damit zu den Weltmeeren. Die Schiffe lagen oft vor Pampus, bevor sie nach Amsterdam einlaufen konnten. Aus diesem Grund hatte Wilhelm I. der Niederlande 1824 den Noordhollandsch Kanaal bauen lassen, der Amsterdam mit Den Helder verband. Vielen erschien diese Verbindung jedoch zu lang für eine effiziente Handelsverbindung. Unter ihnen war auch der Generalinspekteur des Waterstaat (Wasserbauministerium) Adrianus Francois Goudriaan (1768–1829). Er war für das Abdämmen des IJ durch einen Damm zwischen Durgerdam und Diemen und den Bau eines Kanal von Durgerdam nach Marken. Amsterdam war strikt gegen die Abdämmung des IJ, und der König wollte auch nicht die Stadt gegen sich aufbringen. Man hatte auch Bedenken, den Kanal durch Waterland zu bauen, da der Boden sehr weich war.
Im April 1825 erteilte der König den Auftrag, das IJ abzudämmen und den Kanal zu bauen.

## Bau des Kanals

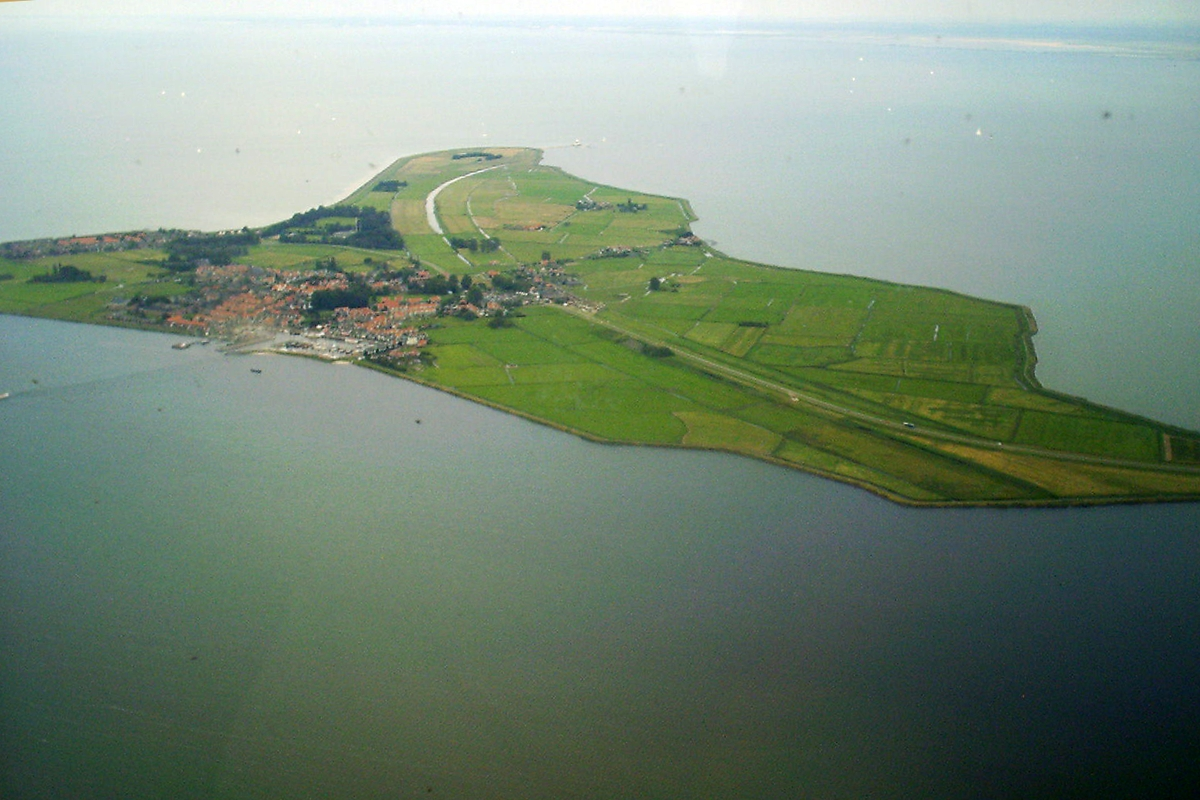
Luftfoto der Insel Marken, in deren Mitte befindet sich der nördliche Teil des Goudriaankanaals.

Die Pläne Goudriaans sahen einen 150 Meter breiten Kanal durch Waterland von Durgerdam über die noch abzudämmende Gouwsee bis zur Ostseite von Marken vor. Dadurch wäre die Insel geteilt worden. Der Ijdamm zwischen Diemen und Durgerdam sollte mit einer Schleuse für kleine Schiffe versehen werden.
Land wurde enteignet, Unternehmen beauftragt und 1826 begann man mit dem Bau. Aber von Anfang an hatte man mit finanziellen Problemen zu kämpfen, da die Unternehmer höhere Baukosten veranschlagt hatten als die bewilligte Bausumme. Die Tweede Kamer protestierte gegen die hohen Kosten und der König wollte den Bau aus seinem Vermögen bezahlen.
Amsterdam widersetzte sich noch immer gegen die Abdämmung des IJ. 1828 verweist die Kaufhandelskammer auf die Untiefen bei Marken hin, die mit denen bei Pampus vergleichbar seien. Auch die Schleuse im Ijdamm sahen sie als Hindernis für die Berufsfischer an. Im Tausch gegen einen Streik gegen den Goudriaan-Plan erklärten sich die Kammer und die Gemeinde Amsterdam bereit, zwei neue Dockhäfen, das Ooster- und Westerdok, zu bauen. Der König hatte dieses schon mehrmals vorgeschlagen, aber Amsterdam hat sich ständig dagegen gewehrt.
Auch Goudriaan erkannte das Problem mit den Untiefen bei Marken, und die Lösung durch längere Hafeneinfahrten wäre zu teuer geworden. Daraufhin wurde der Bau gestoppt. Auf Marken war der Kanal schon befahrbar.

## Nachwort
Goudriaan starb 1826, ein Jahr nach Einstellung der Bauarbeiten. Der Damm in der Gouwsee wurde abgerissen und der Kanal im Laufe der Jahre wieder zugeschüttet. Die beiden neuen Hafenbecken wurden 1832 und 1834 fertiggestellt, 1872 wurde das IJ an der Ostseite mit dem Bau der Oranjesluizen abgedämmt. 1876 wurde der Nordseekanal eröffnet, und damit hatte Amsterdam eine vollwertige Verbindung zur Nordsee.